# Liergues
Liergues är en kommun i departementet Rhône i regionen Auvergne-Rhône-Alpes i östra Frankrike. Kommunen ligger i kantonen Anse som tillhör arrondissementet Villefranche-sur-Saône. År 2018 hade Liergues 2 147 invånare.

## Befolkningsutveckling
Antalet invånare i kommunen Liergues
| Referens: INSEE |